# Elmer Ambrose Sperry
Elmer Ambrose Sperry (12 de octubre de 1860-16 de junio de 1930) fue un inventor y emprendedor estadounidense, conocido por ser el coinventor, junto con Hermann Anschütz-Kaempfe, del girocompás.  Sus compases y estabilizadores fueron adoptados por la Armada de los Estados Unidos y usados en las dos guerras mundiales. También trabajó con el gobierno de Japón y compañías de dicho país. Fue honrado después de su muerte con una biografía.